# Юлекейк

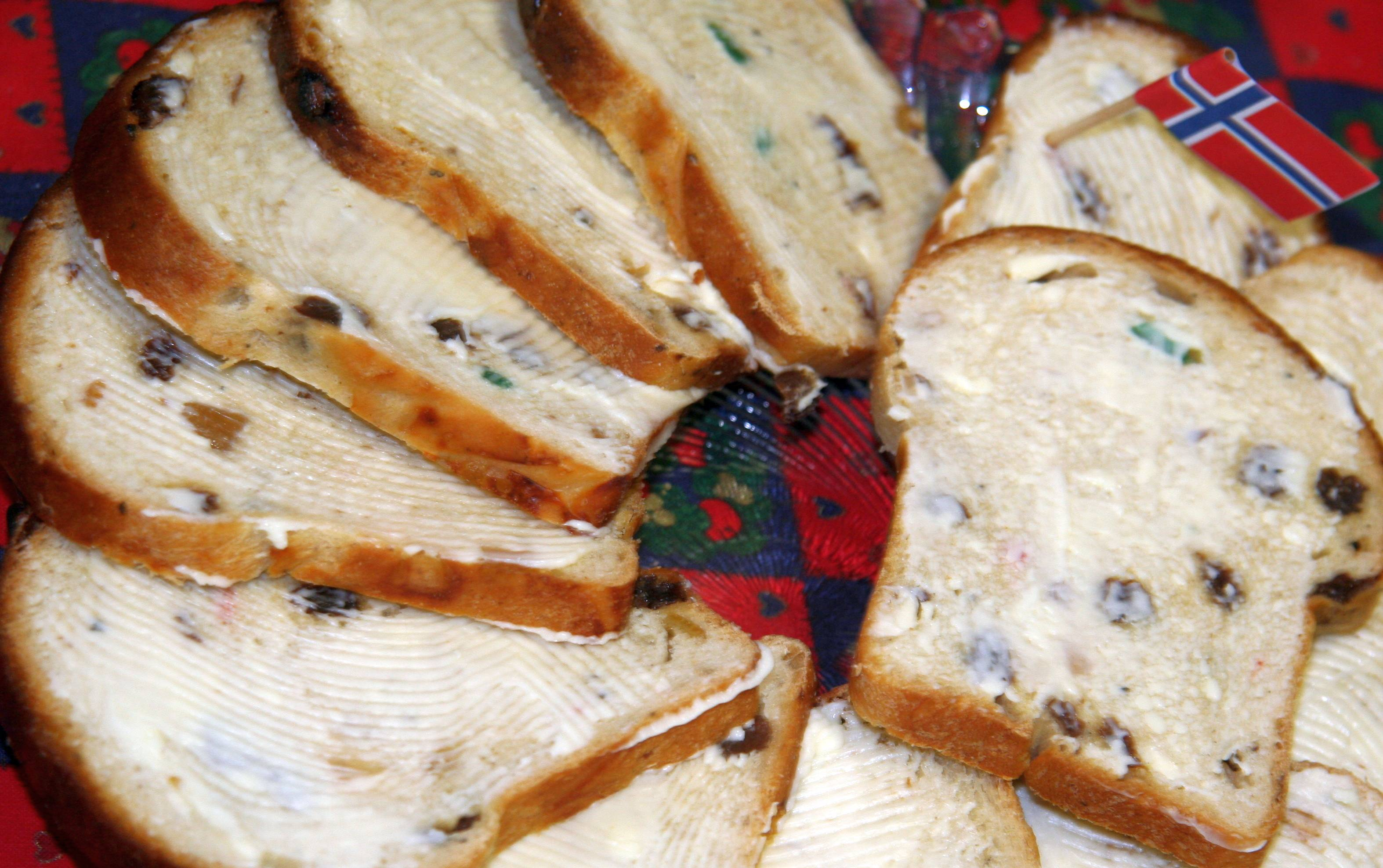
Юлекейк як різдвяний хліб (julebrød), традиційна різдвяна страва в Норвегії.

Юлекейк — норвезька різдвяна випічка. Це дріжджовий пиріг з маслом і цукром, приправлений кардамоном і містить цукати, родзинки та мигдаль. Його також іноді називають «різдвяним хлібом», а не коржем. Його можна їсти теплим, або підсмажити та подавати з маслом.

## Приготування
Пиріг готується шляхом змішування цукру з теплим ошпареним молоком, сіллю та кардамоном, потім до суміші додаються дріжджі, а потім овес, масло та яйце. Після того, як борошно додається до сухофруктів і цукатів, хліб вимішують і змащують маслом, а потім відставляють для підйому. Є два підйоми.